# Glasgow Open
Het Glasgow Open was een golftoernooi van de Europese PGA Tour in 1985, 1986 en 1987.
Het toernooi werd gespeeld op de Haggs Castle Golf Club bij Glasgow, de eerste twee keren in de maand juni, de laatste keer in augustus.
| Jaar                 | Winnaar              | Score                | Prijzengeld          |
| Glasgow Golf Classic | Glasgow Golf Classic | Glasgow Golf Classic | Glasgow Golf Classic |
| -------------------- | -------------------- | -------------------- | -------------------- |
| 1983                 | Bernhard Langer      | 274 (-6)             | € 112,431            |
| Glasgow Open         |                      |                      |                      |
| 1984                 | Ken Brown            | 266 (-14)            | € 111,171            |
| 1985                 | Howard Clark         | 274 (-6)             | € 126,487            |

Voor Bernhard Langer was het Glasgow Open zijn zesde van in totaal 42 overwinningen op de Europese Tour, en de eerste van drie dat jaar.
Ken Brown had in 1983 het KLM Open en het Kenya Open gewonnen. Voor Howard Clark was dit zijn zesde overwinning op de Europese Tour.